# Fredlanella diringshofeni
Fredlanella diringshofeni är en skalbaggsart som först beskrevs av Lane 1972.  Fredlanella diringshofeni ingår i släktet Fredlanella och familjen långhorningar. Inga underarter finns listade i Catalogue of Life.